# Вуктыл
Вукты́л — город (с 1984 года) в Республике Коми Российской Федерации. Административный центр муниципального округа Вуктыл.

## Этимология
Название происходит от гидронима Вуктыл, который образован из древнего финно-угорского термина охт, ухт — «река, протока, волок», который под влиянием языка коми закономерно превратился в вукт; конечный элемент -ыл мог образоваться из коми ёль — «ручей».

## История
Возникновение города связано с разработкой газового месторождения. Бурение первой скважины на Вуктыле было начато 23 марта 1962 года. В октябре 1964 года получен первый газ. В ноябре 1966 года был утверждён проект разработки газового месторождения, составленный Коми филиалом ВНИИгаз. 29 декабря 1966 года на территории Подчерского сельсовета был зарегистрирован вновь возникший населённый пункт — посёлок Вуктыл. 10 мая 1967 года принято решение Совета Министров СССР о строительстве магистрального газопровода с Вуктыльского месторождения в центр и на северо-запад страны. В августе 1967 года началось строительство газопровода Вуктыл—Ухта—Торжок. В феврале 1968 года строительство газопровода «Сияние Севера» было объявлено Всесоюзной ударной комсомольской стройкой. 11 марта 1968 года посёлок Вуктыл был передан в состав Дутовского сельсовета пригородной зоны города Ухты, в том же году стал рабочим посёлком, центром поселкового совета. В феврале—марте 1969 года был избран первый вуктыльский поссовет. В марте 1969 года газ Вуктыльского месторождения стал поступать на Череповецкий металлургический завод. Осенью 1969 года сдан первый сборный пункт №3 строительства газопровода. В 1970 году в Вуктыле насчитывалось 7814 жителей. В 1973 году начались изыскания на новой трассе второй очереди газопровода от Вуктыла через Урал к Надыму. С 21 февраля 1975 года Вуктыл стал центром нового Вуктыльского района. 21 августа 1984 года Вуктыл преобразован в город районного подчинения, 17 июля 1989 года — в город республиканского подчинения. В 1992 году в городе насчитывалось 19 тысяч жителей.
С 2006 года по 2015 год город являлся административным центром и единственным населённым пунктом одноимённого городского поселения «Вуктыл» (с полным официальным наименованием муниципальное образование городского поселения «Вуктыл»), упразднённого в 2015 году в связи с образованием городского округа Вуктыл на территории бывшего муниципального района Вуктыл.

## География
Город расположен на правом берегу реки Печора, в 575 км от Сыктывкара.

## Статус
Образует административную территорию город республиканского значения Вуктыл с прилегающей территорией в составе административно-территориальной единицы города республиканского значения Вуктыла с подчиненной ему территорией.

## Население
| 1959    | 1970    | 1979    | 1989    | 1996    | 1998    | 2000    | 2001    | 2002    |
| ------- | ------- | ------- | ------- | ------- | ------- | ------- | ------- | ------- |
| 100     | ↗7814   | ↗16 767 | ↗19 330 | ↘18 800 | ↗18 900 | ↘18 600 | ↘18 500 | ↘14 472 |
| 2005    | 2006    | 2007    | 2008    | 2010    | 2011    | 2012    | 2013    | 2014    |
| ↘14 000 | ↘13 700 | ↘13 400 | ↘13 300 | ↘12 356 | ↗12 400 | ↘11 917 | ↘11 599 | ↘11 198 |
| 2015    | 2016    | 2017    | 2018    | 2019    | 2020    | 2021    | 2024    |         |
| ↘10 729 | ↘10 430 | ↘10 205 | ↘10 017 | ↘9780   | ↘9716   | ↘9322   | ↘9001   |         |

На 1 января 2025 года по численности населения город находился на 949-м месте из 1124 городов Российской Федерации.
Национальный состав по переписи населения 2010 года: русские — 72,3%, коми — 10,8%, украинцы — 8,3%.

## Климат
Климат Вуктыла умеренно континентальный с продолжительной зимой и коротким летом.
Город Вуктыл приравнен к районам Крайнего Севера.
- Среднегодовая температура воздуха — −1,3 °C
- Относительная влажность воздуха — 77,2 %
- Средняя скорость ветра — 3,1 м/с

| Среднесуточная температура воздуха в Вуктыле | Среднесуточная температура воздуха в Вуктыле | Среднесуточная температура воздуха в Вуктыле | Среднесуточная температура воздуха в Вуктыле | Среднесуточная температура воздуха в Вуктыле | Среднесуточная температура воздуха в Вуктыле | Среднесуточная температура воздуха в Вуктыле | Среднесуточная температура воздуха в Вуктыле | Среднесуточная температура воздуха в Вуктыле | Среднесуточная температура воздуха в Вуктыле | Среднесуточная температура воздуха в Вуктыле | Среднесуточная температура воздуха в Вуктыле | Среднесуточная температура воздуха в Вуктыле |
| Янв от −49.5 до 2.5                          | Фев от −47.3 до 1.6                          | Мар от −38.8 до 10.0                         | Апр от −31.4 до 22.0                         | Май от −19.4 до 29.9                         | Июн от −4.2 до 32.8                          | Июл от 0.4 до 34.2                           | Авг от −2.9 до 31.8                          | Сен от −8.8 до 26.7                          | Окт от −21.6 до 18.1                         | Ноя от −43.1 до 6.0                          | Дек от −50.1 до 3.2                          | Год от −50.1 до 2.2                          |
| −17,9 °C                                     | −15,6 °C                                     | −7,8 °C                                      | −2,0 °C                                      | 5,1 °C                                       | 12,9 °C                                      | 16,2 °C                                      | 12,0 °C                                      | 6,6 °C                                       | −0,6 °C                                      | −10,4 °C                                     | −15,2 °C                                     | −1,3 °C                                      |
| -------------------------------------------- | -------------------------------------------- | -------------------------------------------- | -------------------------------------------- | -------------------------------------------- | -------------------------------------------- | -------------------------------------------- | -------------------------------------------- | -------------------------------------------- | -------------------------------------------- | -------------------------------------------- | -------------------------------------------- | -------------------------------------------- |

## Транспорт
Автобусное сообщение
В Вуктыле действует два городских автобусных маршрута №№ 1 Таёжная улица — пос. Юбилейный, 2 Таёжная улица — Дачи. Пригородное сообщение представлено маршрутами №№ 110 Вуктыл — Подчерье, 105 Вуктыл — Лемтыбож, 206 Вуктыл — Дутово — Лемты. Междугороднее сообщение представлено маршрутами №№ 505 Вуктыл — Ухта, 506 Вуктыл — Сыктывкар.
Водное сообщение
Паромная переправа через реку Печора на автодороге Вуктыл — Ухта.
Пассажирская линия «Вуктыл — Печора» (катер «Николай Герасимов»), «Нерпа — Вуктыл» (аэролодка). Стоимость проезда — 12 рублей за километр.
Воздушное сообщение
Аэропорт Вуктыл выполняет нерегулярные рейсы по маршрутам «Ухта — Вуктыл — Усть-Соплеск — Усть-Воя — Усть-Щугор — Кырта — Вуктыл — Ухта», «Ухта — Вуктыл — Ухта». Транспортное средство - вертолет МИ-8.

## Экономика
Вуктыл своим появлением и существованием обязан Вуктыльскому нефтегазоконденсатному месторождению. В Вуктыле берёт начало газопровод «Сияние Севера» (Вуктыл — Ухта — Торжок).

## Достопримечательности
Вблизи Вуктыла находится национальный парк «Югыд ва».